# GeeXboX
GeeXboX – dystrybucja Linuksa stworzona w koncepcji Media Center, czyli centrum multimedialnego. Za odtwarzanie multimediów odpowiedzialny jest program MPlayer ze zmienionym interfejsem użytkownika. System nie wymaga instalacji na twardym dysku, gdyż jest uruchamiany bezpośrednio z dysku CD lub pendrive’a USB. Rozmiar dystrybucji wynosi około 18 MB.

## GeeXbox ISO Generator
GeeXbox ISO Generator to program umożliwiający stworzenie obrazu płyty CD/DVD zawierającego oprócz odtwarzacza GeeXbox, także pliki multimedialne, które po uruchomieniu można w nim odtworzyć. Pozwala to na korzystanie z systemu na komputerach pozbawionych twardego dysku. Aplikacja ta pozwala również na dostosowanie interfejsu programu do potrzeb użytkownika. ISO Generator jest dystrybuowany w pakiecie z systemem GeeXbox.

## Wersja 2.x
Równolegle rozwijane są dwie wersje systemu GeeXboX – 1.x i 2.x. Największą zmianą w wersji 2.x jest implementacja aplikacji Enna – wielofunkcyjnego centrum multimedialnego. Dzięki temu można przekształcić komputer wyposażony w tuner telewizyjny w pełni funkcjonalny i darmowy cyfrowy rejestrator obrazu. Wersja 2.x jest nadal w fazie testów i nie jest jeszcze przeznaczona do domowego użytku.